# Wolfram Research
Wolfram Research är ett internationellt företag grundat av Stephen Wolfram 1987. Deras främsta produkt är Mathematica, men driver även Wolfram Alpha och utvecklar Wolfram Systemmodeler.
I mars 2011 förvärvade Wolfram Research det svenska företaget Mathcore Engineering AB.

## Programvara och publicering
Wolfram Research producerar ett antal datorprogram, där Mathematica är det mest kända. Andra program är Wolfram Workbench, gridMathemtica och webMathematica och Systemmodeler. De ger även ut tidskriften The Mathematica Journal och har gett ut flera böcker via Wolfram Media.

## Webbtjänster
Wolfram Research driver flera gratis webbplatser, exempelvis:
- Mathworld, en matematikencyklopedi.
- The Integrator, en webbtjänst som integrerar funktioner.
- The Wolfram functions site, en webbplats om matematiska funktioner.
- The Wolfram Demonstrations Project, en webbplats där matematisk demonstreras med Mathematica-teknik.